# Mankari

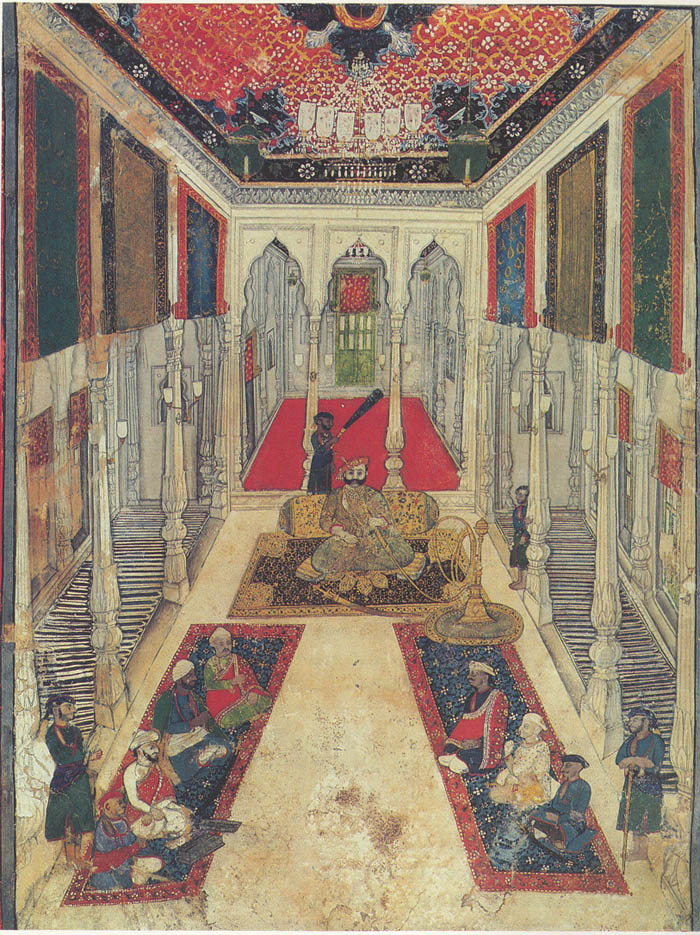
Un Maratha Durbar que muestra al Jefe (Raja) y los nobles (Sardars, Jagirdars, Istamuradars y Mankaris del estado.

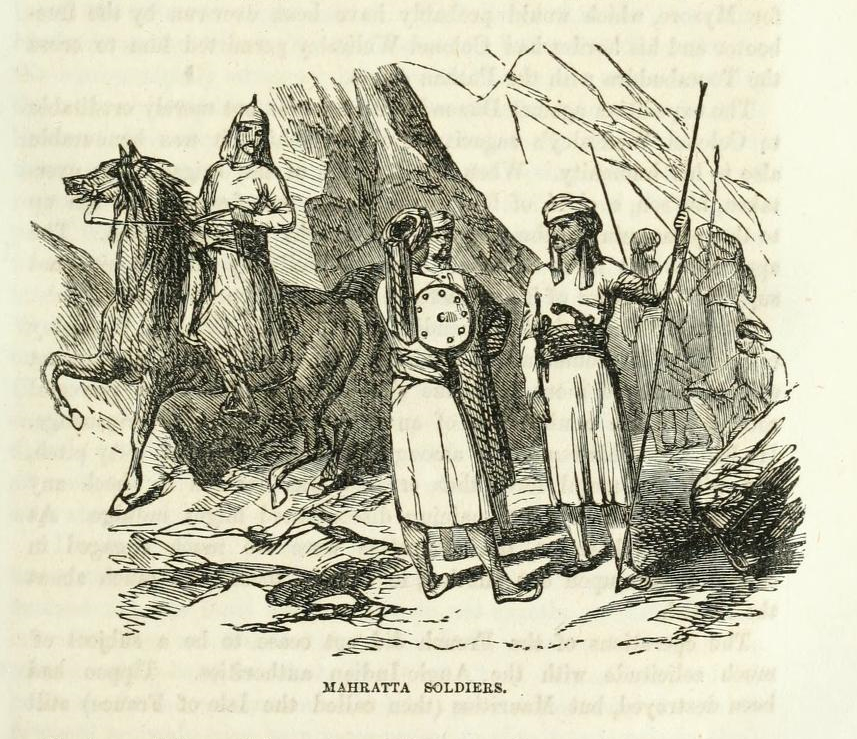
Soldados Maratha

Mankari (Mānkari o Maankari, Hindi/Marathi: मानकरी) es un título hereditario utilizado por los nobles maratha y las tropas del subcontinente indio que tenían concesiones de tierras y asignaciones en efectivo. Ocupaban un puesto oficial en el Darbar (corte) y tenían derecho a ciertos honores ceremoniales y regalos rendidos en cortes, consejos, bodas, festivales, asambleas de aldea, etc. Fueron dignos de distinción y el honor que se les otorgó fue el resultado de la importancia militar, burocrática o fiscal de ellos o de sus ilustres antepasados.
El término fue ampliamente utilizado por la nobleza de Maratha, que ocupaba puestos importantes en varios estados principescos del Imperio de Maratha .

## enlaces externos
- Media related to Mankari at Wikimedia Commons

- Datos: Q20992004
- Multimedia: Mankari / Q20992004